# Liste der Kulturgüter in Jenins
Die Liste der Kulturgüter in Jenins enthält alle Objekte in der Gemeinde Jenins im Kanton Graubünden, die gemäss der Haager Konvention zum Schutz von Kulturgut bei bewaffneten Konflikten, dem Bundesgesetz vom 20. Juni 2014 über den Schutz der Kulturgüter bei bewaffneten Konflikten sowie der Verordnung vom 29. Oktober 2014 über den Schutz der Kulturgüter bei bewaffneten Konflikten unter Schutz stehen.
Objekte der Kategorien A und B sind vollständig in der Liste enthalten, Objekte der Kategorie C fehlen zurzeit (Stand: 1. Januar 2023).

## Kulturgüter
| Foto |                                                                                | Objekt                                                   | Kat. | Typ | Standort                         | Beschreibung |
| ---- | ------------------------------------------------------------------------------ | -------------------------------------------------------- | ---- | --- | -------------------------------- | ------------ |
| ja   | Datei hochladen · Wikidata zu Burg Neu-Aspermont (Q1013226)                    | Neu-Aspermont, mittelalterliche Burgruine KGS-Nr.: 03051 | A    | G   | 761710 / 207990                  |              |
| BW   | Datei hochladen · Wikidata zu Unteres Haus von Sprecher (Q29784836)            | Unteres Haus von Sprecher KGS-Nr.: 03052                 | B    | G   | Kreuzgasse 6 761060 / 207729     |              |
| BW   | Datei hochladen · Wikidata zu Oberes Haus von Sprecher, mit Garten (Q29784833) | Oberes Haus von Sprecher, mit Garten KGS-Nr.: 12393      | B    | G   | Sägenstrasse 13 761210 / 207830  |              |
| ja   | Datei hochladen · Wikidata zu Salishaus (Q29784835)                            | Salishaus KGS-Nr.: 12394                                 | B    | G   | Kreuzgasse 8, 8a 761094 / 207733 |              |